# Dicrotendipes embalsensis
Dicrotendipes embalsensis är en tvåvingeart som beskrevs av Analia C.Paggi 1978. Dicrotendipes embalsensis ingår i släktet Dicrotendipes och familjen fjädermyggor. Inga underarter finns listade i Catalogue of Life.